# Philippe Séguin
Philippe Séguin (ur. 21 kwietnia 1943 w Tunisie, zm. 7 stycznia 2010 w Paryżu) – francuski polityk, były minister, przewodniczący Zgromadzenia Narodowego i lider gaullistów, prezes Trybunału Obrachunkowego (2004–2010).

## Życiorys
Absolwent Instytutu Nauk Politycznych w Aix-en-Provence, ukończył też studia z zakresu historii. Uzyskał w 1970 promocję w École nationale d’administration. Podjął następnie pracę zawodową w Trybunale Obrachunkowym.
Zaangażował się w działalność gaullistowskiego Zgromadzenia na rzecz Republiki. W 1978 uzyskał po raz pierwszy mandat posła do Zgromadzenia Narodowego z departamentu Wogezy. Od tego czasu był wybierany do niższej izby francuskiego parlamentu w każdych kolejnych wyborach do 1997 włącznie. Funkcję deputowanego pełnił do 2002, z przerwą w latach 1986–1988, kiedy to w gabinecie Jacques’a Chiraca sprawował urząd ministra spraw społecznych i zatrudnienia.
W okresie 1981–1986 Philippe Séguin zajmował stanowisko wiceprzewodniczącego Zgromadzenia Narodowego, w latach 1993–1997 był jego przewodniczącym. Pełnił też szereg funkcji w administracji terytorialnej. Był merem Epinal (od 1983 do 1997), wiceprezydentem i następnie radnym regionalnym Lotaryngii. Od 2001 do 2002 zasiadał w radzie miejskiej Paryża.
W 1997 został przewodniczącym Zgromadzenia na rzecz Francji. Ustąpił w 1999, po konfliktach z grupą Charles’a Pasqua, zakończonych rozłamem w partii. W 2002 nie wystartował w wyborach parlamentarnych. Jesienią tego samego roku nie poparł akcesu RPR do Unii na rzecz Ruchu Ludowego, rezygnując z aktywności politycznej.
Powrócił do pracy w Trybunale Obrachunkowym. W lipcu 2004 został jego prezesem. Zmarł w 2010 z powodu zawału serca.